# آلتیمت مورتال کامبت ۳
آلتیمت مورتال کامبت ۳ (به انگلیسی: Ultimate Mortal Kombat 3) یا به اختصار UMK3، یک بازی ویدئویی در سبک مبارزه‌ای و عنوان نسخه‌ای از مجموعه بازی‌های ویدئویی مورتال کامبت است که توسط میدوی گیمز نخستین بار در سال ۱۹۹۵ عرضه شده بود. این بازی در واقع یک نسخه پیشرفته و الحاقی از بازی مورتال کامبت ۳ می‌باشد، که توسط اد بون و جان توبیاس ساخته شد و دارای تغییراتی از جمله سیستم روند بازی، شخصیت‌های اضافی و همچنین بازگشته شامل کیتانا و اسکورپین که در نسخهٔ اولیه مورتال کامبت ۳ حضور نداشتند و دیگر خصوصیات جدیدی بود.
یک نسخه بروز رسانی شده از این بازی نیز با عنوان مورتال کامبت: تریلوژی در سال ۱۹۹۶ به بازار عرضه شد.